# Тыл (монтёрский пункт)
Монтерский Пункт Тыл, Тыл — упразднённый в 2011 году населённый пункт (тип: монтёрский пункт) в Тугуро-Чумиканском районе Хабаровского края.

## История
Создан как поселение ремонтников автозимника.
В 2005 году Монтерский Пункт Тыл переведён в межселенную территорию.
В 2011 году упразднён в связи с отсутствием населения.

## Инфраструктура
Монтёрский пункт, созданный для ремонта автозимника.

## Транспорт
Автозимник.